# Сан-Вендемиано
Сан-Вендемиано (итал. San Vendemiano) — коммуна в Италии, располагается в провинции Тревизо области Венеция.
Население составляет 8776 человек, плотность населения составляет 488 чел./км². Занимает площадь 18 км². Почтовый индекс — 31020. Телефонный код — 0438.
Покровителем коммуны почитается святой Вендемиаль (San Vendemiale). Праздник ежегодно празднуется 1 июня.
На территории коммуны провёл детство футболист Алессандро Дель Пьеро.

## Города-побратимы
- Нова-Горица, Словения (1973)